# Ève Pouteil-Noble
Ève Pouteil-Noble (ur. 7 czerwca 1981) – francuska szablistka, trzykrotna medalistka mistrzostw świata.
W 1999 roku zdobyła srebro indywidualnie i brąz drużynowo na mistrzostwach świata juniorów w Dijon.
Podczas mistrzostw świata w Seulu w 1999 roku wywalczyła brązowy medal w turnieju indywidualnym, plasując się za reprezentującą Azerbejdżan Jeleną Żemajewą i Włoszką Ilarią Bianco. Na tej samej imprezie Francuzki w składzie: Anne-Lise Touya, Cécile Argiolas, Ève Pouteil-Noble i Magali Carrier zdobyły drużynowo srebrny medal. Ponadto na mistrzostwach świata w Budapeszcie w 2000 roku razem z koleżankami z reprezentacji zdobyła drużynowo brązowy medal. W rywalizacji indywidualnej zajęła tam siedemnaste miejsce.
Nigdy nie wzięła udziału w igrzyskach olimpijskich.